# Carlos de Lossada
Carlos de Lossada Canterac (Toledo, 1862 - Moncada y Reixach, 19 de octubre de 1936) fue un militar español. Fue gobernador civil de Barcelona y presidente interino de la Mancomunidad de Cataluña durante la dictadura de Miguel Primo de Rivera.

## Biografía
Nacido en una familia de gran tradición militar, era descendiente del general José de Canterac, que fue jefe de las tropas españolas en las guerras de independencia en América. Su hermano, también militar, José de Lossada, heredó el título de conde de Casa Canterac y fue profesor de la academia de artillería.
Participó en la guerra de Cuba. En 1892 era capitán en La Habana. En 1894 protagonizó un curioso caso, muy comentado en los ámbitos académicos de la época, al solicitar la homologación de su título de capitán de artillería con el de ingeniero industrial, petición que fue rechazada. En 1916 ascendió a general de brigada y en 1918 fue nombrado comandante general de artillería de la IV Región Militar que comprendía Cataluña. Más tarde ocupó simultáneamente el cargo de gobernador militar de Girona. En 1921 recibió el ascenso a general de división y en 1922 fue nombrado comandante general de Melilla y participó activamente en las campañas de la guerra de Marruecos.
En marzo de 1923 fue nombrado gobernador militar de Barcelona. Con el golpe de Estado de Miguel Primo de Rivera del 14 de septiembre de ese mismo año, los gobernadores militares de cada provincia asumieron el cargo de gobernador civil. Lossada tomó posesión de cargo y se convirtió en brazo ejecutor de las primeras decisiones de la Dictadura en relación con la reforma de las instituciones catalanas y la uniformización cultural. 
El 17 de enero de 1924 tomó posesión del cargo de presidente interino de la Mancomunidad de Cataluña, tras la destitución de Josep Puig i Cadafalch. El mismo día convocó reunión de la asamblea de la Mancomunidad para el día 30 de enero. En esta asamblea, que presidió, propuso como nuevo presidente a Alfons Sala i Argemí, hombre de confianza del nuevo régimen, que fue proclamado el mismo día.
En septiembre de 1924, Lossada fue nombrado gobernador militar del Campo de Gibraltar hasta febrero de 1925, cuando pasó a la reserva. En julio de 1936 se produjo el golpe militar que dio inicio a la Guerra Civil Española. En Barcelona, no prosperó la rebelión y se desencadenó un periodo de violencia con las denominadas patrullas de control. El 19 de octubre Lossada, con 74 años, fue detenido y conducido al cementerio de Montcada y Reixac donde fue asesinado. La familia no tuvo ninguna noticia de su muerte hasta después de acabar la guerra, cuando sus restos fueron identificados.